# Johann Mohr
Johann Georg Paul Mohr (født 1808 i Bordesholm, død 7. september 1843 i München) var dansk/tysk maler.
Johann Mohr uddannede sig som landskabsmaler under indtryk af J.C. Dahl i Dresden, efter at være gået fra Hamborg dertil sammen med Hermann Carmiencke. Af brevveksling mellem Mohr og J.L. Lund fremgår det, at de kendte hinanden, før Mohr kom til København. I de år Mohr var bosat i München, var det ligeledes Lund, som formidlede kontakten til kongehuset og Kunstforeningen og sørgede for, at Mohrs billeder blev udstillet på Kunstakademiet. I München kom han sammen med Christian Morgenstiern og Niels Simonsen; i brevene nævner han både Wilhelm Marstrand og Ditlev Martens. Han udtrykker beundring for Karl Rottmann.